# Håkon Wium Lie
Håkon Wium Lie, född 27 juli 1965 i Halden i Norge, är en norsk webbpionjär, webbstandard-aktivist, en av grundarna till det norska Piratpartiet, samt tidigare CTO på Opera Software ASA.
Han är mest känd för sitt arbete med konceptet Cascading Style Sheets (CSS), som han föreslog då han arbetade med Tim Berners-Lee och Robert Cailliau på CERN 1994. Som anställd på W3C vidareutvecklade han sedan CSS-standarden tillsammans med Bert Bos och såg till att den antogs som en rekommendation av W3C.
Vidare har Wium Lie arbetat för utbyggnad av webbläsarstöd för exempelvis nedladdningsbara typsnitt, paginering på skärmar, samt elementet video för enkel publicering av video.